# Арсений I Охридски
Арсений е православен духовник, охридски архиепископ около 1662 година.
Сведенията за архиепископ Арсений са изключително оскъдни. Единственото сведение за него е от участието му в църковен събор през 1668 година, като бивш охридски архиепископ, управляващ Воденската епархия. Предполага се, че е заемал длъжността след Игнатий, напуснал поста преди 1662 година, и преди Зосим, който е архиепископ през 1663 година.